# Camponotus crassisquamis
Camponotus crassisquamis är en myrart som beskrevs av Auguste-Henri Forel 1902. Camponotus crassisquamis ingår i släktet hästmyror, och familjen myror. Inga underarter finns listade.